# كابريني
كابريني (بالإنجليزية: Cabrini)‏ هو فيلم دراما وسيرة ذاتية أمريكي من إخراج أليخاندرو مونتيفيردي وسيناريو رود بار بالتعاون مع المخرج. يحكي الفيلم قصة المبشرة الكاثوليكية فرانسيس كابريني خلال مواجهتها محاولات إفشال جهودها الخيريّة والتجاريّة في مدينة نيويورك. ويسلط الفيلم الضوء على التمييز الجنسي ضد النساء والتعصب ضد الطليان في نيويورك خلال أواخر القرن التاسع عشر.
اطلق الفيلم في الولايات المتحدة في مارس 2024 بواسطة شركة ستوديوهات أنجل. وقد حصل الفيلم على آراء إيجابية من النقاد، وحقق إيرادات بقيمة 20 مليون دولار في جميع أنحاء العالم.

## القصة
يحكي فيلم “كابريني” جانبًا من حياة الراهبة الإيطالية “فرانشيسكا كابريني” المشهورة باسم “الأم كابريني”، والتي أفنت حياتها بخدمة الأطفال الفقراء في مدينة نيويورك، منذ قدومها إليها نهاية القرن التاسع عشر، وذلك بعد فشل محاولاتها بالوصول للصين. رغم ضعف رئتيها بسبب حالة غرق خلال طفولتها، إلا أنها عملت دون كلل لوضع حد للفقر والتشرد الذي كان المهاجرين الطليان في نيويورك يعانون منهما. وقد واجهت كابريني السلطات في نيويورك التي كانت تميز في سياستها ضد المهاجرين الطليان، وتعتبرهم مصدر خطرٍ على المجتمع. وبمساعدة مجموعة من الراهبات القادمات من إيطاليا استطاعت إنشاء بيت للأطفال المشردين ومستشفى لعلاجهم.

## قائمة الممثلين
- كريستيانا ديلانا بدور الراهبة فرانسيس كابريني.
- ديفيد مورس بدور ميخائيل كوريغان.
- فيديريكو إيلابي بدور الطفل باولو.
- فيرجينيا بوتشيلي بدور إريا.
- رولاندو فيلازون بدور ديسالفو.
- جيانكارلو جيانيني بدور البابا ليون الثالث عشر.
- جون ليثغو بدور العمدة غولد.
- فيدريكو كاستيلوتشيو بدور السيناتور باديو.[5]
- جيريمي بوب بدور مراسل نيويورك تايمز ثيودور كالواي.